# ماريا تودوروفا
ماريا تودوروفا (بالبلغارية: Мария Тодорова)‏ (بالإنجليزية: Maria Todorova)‏ هي مؤرخة وفيلسوفة بلغارية ولدت سنة 1949 في صوفيا عرفت بتطبيقها أفكار الاستشراق لإدوارد سعيد على منطقة البلقان. وهي ابنة الرئيس البلغاري السابق نيكولي تودوروف

## النشاط
هي حالياً أستاذة التاريخ في جامعة إلينويز في أوربانا- تشامبيغن وهي مختصة في تاريخ البلقان، وتاريخ البلقان الحديث.
تدور أبحاثها حالياً حول مسألة القومية وخصوصاً الذاكرة القومية والأبطال القوميين في بلغاريا والبلقان. كما كانت في الفترة مابين 2007-2010 ضمن فريق الباحثين ضمن مشروع: تذكر الشيوعية.
درست التاريخ واللغة الإنكليزية في جامعة صوفيا لتحصل على شهادة الدكتوراه سنة 1977. لتصبح بعد ذلك أستاذة مساعدة وأستاذة زائرة في العديد من الجامعات والمؤسسات التعليمية ومنحت زمالة غوغينهيم في سنة 2000 .

## البلقنة
عرفت ماريا بأعمالها المتعلقة بتاريخ البلقان. وكان عملها الرائد في تخيل تفاصيل البلقان من وجهة النظر الغربية (كانت نظرة سلبية عموماً). بالإضافة إلى فرضيات المرجعيات الثقافية وتناقضاتها. وقد طورت بما يعرف البلقنة أو ما بعد البلقنة,